# Сторми Даниълс
Сторми Даниълс (на английски: Stormy Daniels) е артистичен псевдоним на Стефани Грегъри Клифърд (Stephanie Gregory Clifford) – американска порнографска актриса, режисьор, сценарист и продуцент на порнографски филми и екзотична танцьорка.

## Ранен живот
Родена е на 17 март 1979 г. в град Батън Руж, щата Луизиана, САЩ.
Първата ѝ работа е като учител по конна езда в летен лагер.
На 17-годишна възраст започва да се изявява като стриптизьорка в клуб в Батън Руж.

## Кариера
Дебютира като актриса в порнографската индустрия през 2000 г. Тогава нейната приятелка и също стриптизьорка – Девън Мичалс, я кани да се снимат заедно в няколко лесбийски секс сцени. Сторми се съгласява и така прави първите си порнографски сцени – по една за компаниите „Син сити“ и „Уикед Пикчърс“.
В началото на месец декември 2006 г. участва в еротично изложение в Хелзинки, Финландия, като дава няколко радио интервюта, включително и за националното финландско радио.
Има фотосесии за еротични списания като Плейбой, Пентхаус, Хъслър, FHM и др.
Участва във видеоклипа на песента „Wake Up Call“ на американската поп-рок група Маруун Файв.

## Политика
През 2009 г. заявява, че ще се кандидатира за сенатор в изборите на щата Луизиана. По-късно се отказва, поради финансови причини, като твърди, че не разполага с достатъчно пари за участие в изборната кампания. По време на кампанията нейният лозунг е: „Аз чукам хората честно“.

## Обществени кампании
Участва в кампания на асоциацията за борба с детска порнография, наречена „Асоциация на сайтовете, застъпници за закрила на децата“ (на английски: Association of Sites Advocating Child Protection, ASACP), която работи съвместно с митническата служба на САЩ и ФБР за прилагането на законите за борба срещу детската порнография. Сторми заснема специално видео в подкрепа на борбата с детската порнография.
През октомври 2012 г. Даниълс се включва в отбора на Уикед Пикчърс за набирането на финансови средства за борба с ХИВ вируса и синдрома на придобитата имунна недостатъчност и участва в благотворителното шествие в Лос Анджелис заедно с порноактьорите Джесика Дрейк, Кортни Кейн, Бранди Анистън, Кейлани Лей, Алектра Блу, Кени Стайлс, Брад Армстронг и други. По време на шествието всички в отбора на Уикед изразяват своето недоволство срещу задължителната употреба на кондоми при снимането на порнографски филми, като носят тениски с протестен надпис.

## Личен живот
През 2010 г. е арестувана за нападение над съпруга си Майкъл Мозни.
През 2019 г. Даниълс се разкрива като бисексуална.

## Награди и номинации
Зали на славата
- 2007: NightMoves зала на славата.[17][18]
- 2014: AVN зала на славата.[19]
- 2014: XRCO зала на славата.[20][21]

Носителка на индивидуални награди
- 2004: AVN награда за най-добра нова звезда.[22]
- 2005: CAVR награда за звезда на годината.[23]
- 2006: AVN награда за най-добра поддържаща актриса (видео).[24]
- 2006: XRCO награда за мейнстрийм медийна любимка.[25]
- 2006: F.A.M.E. награда за любими гърди.[26]
- 2006: NightMoves награда за най-добра актриса/жена изпълнител (избор на феновете).[18]
- 2006: NightMoves награда за тройна игра (за постижения в три отделни области).[18]
- 2006: Adam Film World награда за Crossover жена изпълнител на годината.[27]
- 2006: Temptation награда за най-добра актриса (видео) – за изпълнението на ролята ѝ във видеото „Наблюдавай Саманта“.[28]
- 2007: AVN награда за звезда на договор на годината.[29]
- 2007: F.A.M.E. награда за любими гърди.[30]
- 2007: NightMoves награда за най-добра екзотична танцьорка (избор на феновете).[17][18]
- 2007: AEBN VOD награда за изпълнител на годината.[31]
- 2007: Пентхаус любимец за месец февруари.[32]
- 2008: AVN награда на Джена Джеймисън за Crossover звезда на годината.[33]
- 2008: XRCO награда за мейнстрийм медиен любимец.[34]
- 2008: XBIZ награда за жена Crossover звезда.[35]
- 2008: NightMoves награда за най-добър режисьор (избор на феновете).[18]
- 2008: F.A.M.E. награда за любим режисьор.[36]
- 2008: Adam Film World награда за актриса на годината – за изпълнението на ролята ѝ във филма „Операция Пустинна буря“.[37]
- 2009: NightMoves награда за най-добър режисьор (избор на авторите).[18]
- 2009: F.A.M.E. награда за любими гърди.[38]
- 2012: NightMoves награда за най-добър режисьор (избор на авторите).[18]
- 2013: Exxxotica Fannys награда за режисьор на годината.[39]
- 2016: XBIZ награда за режисьор на годината на игрална продукция – „Търси се“.[40]

Носителка на награди за изпълнение на сцени
- 2006: Temptation награда за най-добра сцена с двойка (видео) – съносителка с Ранди Спиърс за изпълнение на сцена във видеото „Наблюдавай Саманта“.[28]

Номинации за индивидуални награди
- 2004: Номинация за AVN награда за най-добра актриса (видео).[41]
- 2004: Номинация за AVN награда за най-добра поддържаща актриса (видео).[41]
- 2005: Номинация за AVN награда за най-добра поддържаща актриса (видео) – за изпълнението на ролята ѝ във филма „Подозрителни мисли“.[42]
- 2006: Номинация за CAVR награда за MVP на годината.[43]
- 2006: Финалистка за F.A.M.E. награда за любима порноактриса.[44]
- 2006: Номинация за Temptation награда за най-добър изпълнител на договор/най-ценна звезда на договор.[45]
- 2007: Номинация за AVN награда за най-добра актриса (видео).[46]
- 2007: Номинация за AVN награда за Crossover звезда на годината.[46]
- 2007: Номинация за AVN награда за най-добър сценарий (видео) – за сценария на „3 Wishes“.[46]
- 2007: Финалистка за F.A.M.E. награда за любима жена звезда.[47]
- 2007: Номинация за CAVR награда за MVP на годината.[48]
- 2007: Номинация за NightMoves награда за най-добра актриса.[49]
- 2008: Номинация за AVN награда за жена изпълнител на годината.[50]
- 2008: Номинация за AVN награда за най-добра актриса (видео).[50]
- 2008: Номинация за AVN награда за най-добър сценарий (видео) – за сценария на „Operation: Desert Stormy“.[50]
- 2008: Номинация за XBIZ награда за жена изпълнител на годината.[51]
- 2008: Номинация за CAVR награда за MVP на годината.[52]
- 2009: Финалистка за F.A.M.E. награда за любима жена звезда.[53]
- 2010: Номинация за XBIZ награда за Crossover звезда на годината.[54]
- 2010: Номинация за F.A.M.E. награда за любими гърди.[55]
- 2011: Номинация за AVN награда за най-добър оригинален сценарий – за сценария на филма „Каквото е необходимо“.[56]
- 2011: Номинация за XBIZ награда за актьорско изпълнение на годината.[57]
- 2011: Номинация за XBIZ награда за Crossover звезда на годината.[57]
- 2013: Номинация за NightMoves награда за най-добра жена изпълнител.[58]
- 2013: Номинация за NightMoves награда за най-добър режисьор (не пародия).[58]
- 2014: Номинация за AVN награда за най-добър режисьор (игрален филм) – „Трябваше да бъде“.[59]
- 2014: Номинация за AVN награда за най-добър сценарий – „Трябваше да бъде“.[59]

Други признания и отличия
- 2-ро място в класацията на списание „Комплекс“ – „15-те най-горещи порнозвезди над 30“, публикувана през месец март 2011 г.[60]